# Phân DAP
DAP (Diamoni phosphat, danh pháp IUPAC: diamoni hydrophosphat), có công thức (NH4)2HPO4, là loại phân bón phức hợp được dùng trong nông nghiệp với thành phần 18% N (Nitrogen - đạm), 46% P2O5 (lân); tức là trong 100 kg phân DAP có chứa 18 kg đạm nguyên chất và 46 kg lân nguyên chất. DAP được sản xuất từ quặng apatit, amonia và axit.

## Đặc điểm
Là loại phân bón phức hợp, có tỷ lệ hấp thu cao, cây dễ hấp thu. Hàm lượng lân trong 1 kg DAP có giá trị bằng 2,8 kg supe lân hoặc lân nung chảy. DAP là loại phân trung tính, lân trong DAP đều tan nhanh trong nước nên cây rất dễ hấp thu. DAP được dùng để thể bón lót, bón thúc cho tất cả các đối tượng cây trồng trên tất cả các chân đất khác nhau.